# Ењ-е-Пујперо
Ењ-е-Пујперо (фр. Aignes-et-Puypéroux) насеље је и општина у западној Француској у региону Поату-Шарант, у департману Шарант која припада префектури Ангулем.
По подацима из 2011. године у општини је живело 262 становника, а густина насељености је износила 20,17 становника/km². Општина се простире на површини од 12,99 km². Налази се на средњој надморској висини од 141 метар (максималној 201 m, а минималној 84 m).

## Демографија
| 1962. | 1968. | 1975. | 1982. | 1990. | 1999. | 2011. |
| ----- | ----- | ----- | ----- | ----- | ----- | ----- |
| 324   | 325   | 286   | 244   | 263   | 269   | 262   |

График промене броја становника у току последњих година